# Lasišče
Lasíšče, tudi skálp, je predel kože na glavi, iz katerega rastejo lasje.

## Anatomija
Lasišče sestoji iz 5 plasti:
- koža − koža na lasišču je debelejša, s številnimi lasnimi mešički in lojnicami
- vezivno tkivo – povezuje kožo in preprego ter predstavlja prehodno plast za živce in žile. Če se žila v vezivnem tkivu lasišča poškoduje, vezivno tkivo prepreči vazospazem in posledično so krvavitve v lasišču pogosto obilne
- epikranialna preprega (aponevroza) − tanka kitasta struktura, ki spredaj prehaja na okcipitofrontalno mišico, ob straneh (lateralno) pa se nadaljuje v vezivno tkivo (senčnično oziroma temporalno fascijo)
- mehko areolarno tkivo − povezuje prepprego s perikraniumom ter omogoča, da lahko se povrhnje zraščene tri plasti (koža, vezivo in preprega) gibljejo po perikraniumu
- perikranium – gre za pokostnico lobanje

## Prekrvljenost
Lasišče oskrbuje s krvjo pet parov žil odvodnic (arterij); tri izvirajo iz zunanje vratne (karotidne) arterije, dve pa iz notranje vratne (karotidne) arterije:
- iz notranje vratne arterije
  - supratrohlearna arterija – izvira oftalmične veje notranje vratne arterije in s krvjo oskrbuje čelni del lasišča
  - supraorbitalna arterija − prav tako izvira oftalmične veje notranje vratne arterije, s krvjo oskrbuje stranska dela čela do temena
- iz zunanje vratne arterije
  - povrhnja senčnična (temporalna) arterija − poteka pred ušesom na teme ter prehranjuje lateralni (bočni) del lasišča
  - zatilna (okcipitalna) arterija – poteka navzad in prehranjuje kožo zatilja in perikraniuma
  - zadajšnja arterija uhlja (zadajšnja avrikularna arterija) – poteka za uhljem in mastoidnim odrastkom, prehranjuje kožno področje za uhljem

## Oživčenost
Lasišče oživčujejo naslednji živci:
- supratrohlearni in supraorbitalni živec, ki izhajata iz oftalmične veje trivejnega živca
- veliki okcipitalni živec (izvira iz drugega možganskega živca) – oživčuje zadajšnji del lasišča do temena
- mali okcipitalni živec (C2) − oživčuje območje za uhljem
- zigomatični živec – izvira iz maksilarne veje trivejnega živca in oživčuje neporaščeni predel senc
- avrikulotemporalni živec – izvira iz mandibularne veje trivejnega živca in oživčuje med drugim senčnični predel lasišča

## Bolezni
Lasišče lahko prizadenejo različne bolezni:
- suho lasišče – pogosto je posledica prekomernega umivanja s šamponom, česanja, sušenja s sušilnikom, čezmerne uporabe navijalk ali pogostega trajnega kodranja, barvanja ali beljenja. K suhosti las in lasišča pripomorejo tudi negativni vplivi okolja (močno sonce, morska voda, klorirana voda, temperaturne razlike in spremembe vlažnosti zraka);
- mastno lasišče − je posledica povečanega izločanja žlez lojnic, kar imenujemo seboreja. Na izločanje žlez lojnic vplivajo predvsem spolni hormoni;
- prhljaj – predstavlja blago obliko seboroičnega dermatitisa in je zelo pogosta bolezen lasišča. Seboroični dermatitis je vnetje, ki značilno prizadene tista področja kože, ki so zelo bogata z žlezami lojnicami, torej tudi lasišče in rob lasišča. Pomembno vlogo pri nastanku prhljaja imajo najverjetneje tudi kvasovke Pityrosporum ovale, ki sicer normalno naseljujejo kožo lasišča, pomemben vpliv ima tudi izločanje loja, ki je povezano z delovanjem spolnih hormonov, stanje pa poslabša tudi stres. Koža celotnega lasišča se drobno lušči, luščenje pa ni posledica suhosti lasišča;
- temenice – so oblika seboroičnega dermatitisa pri dojenčkih, ki se pojavi najpogosteje v prvih šestih mesecih življenja in niso nevarne;
- tinea lasišča – glivična okužba lasišča, ki se pojavlja skoraj izključno pri otrocih pred puberteto. V naših krajih je še posebej pogosta mikrosporija, okužba z glivico Microsporum canis, ki jo prenašajo predvsem mačke. Bolezen je nalezljiva in se lahko prenaša tudi med otroci. V lasišču so vidna okrogla luščeča žarišča, lasje so odlomljeni tik ob lasišču. Zdravimo jo z protiglivičnimi zdravili:
- izpadanje las – je lahko delno ali popolno in lahko ima različne vzroke;
- ušivost
- lojne ciste − ker je lasišče bogato z lojnicami, se na tem delu telesa najpogosteje pojavljajo lojne ciste[5]
- luskavica – lahko prizadene katerikoli predel kože, pogosto tudi lasišče;